# Элиава, Акакий
Акакий Элиава (груз. აკაკი ელიავა; 1956 – 9 июля 2000) — звиадист, руководитель октябрьского мятежа 1998 года, бывший полковник Национальной гвардии.
После войны 1993 г. он в течение четырёх лет скрывался в лесах с частью национальной гвардии, которая сохраняла верность звиадистскому движению.
Шеварднадзе подписал акт о помиловании и добился разоружения значительной части гвардейцев. Сам Элиава получил должность командира танкового подразделения в войсках службы безопасности и звание подполковника.
В октябре 1998 г. Элиава вывел боевые машины и 24 танка на автотрассу, и предпринял очередную попытку похода на Тбилиси. Его колонна была остановлена недалеко от Сенаки. Элиава успел скрыться. Однако через несколько месяцев он и ещё несколько десятков участников этого мятежа были вновь помилованы.
Элиава обзавелся животноводческой фермой.
9 июля 2000 года Элиава и сопровождавшие его люди захватили в заложники нескольких полицейских и попытались скрыться. (По другой версии, подполковника и его людей попытались задержать за незаконное ношение оружия). Во время операции по освобождению полицейских, взятых Элиавой в заложники, спецотряд МГБ застрелил Элиаву и его сподвижника майора Гочи Грилаву.
Родственники полковника отказывались захоранивать его тело в течение 15 дней, требуя освобождения троих его сподвижников. Тело хотели сохранить, поместив его в мед[чего?], который предоставили жители деревень близ Самегрело.
24 июля депутат парламента Василь Мглаперидзе убедил стороны подписать Акт Примирения.
В 2004 году Кутаисский окружной суд рассматривал дело о посмертной реабилитации Акакия Элиавы.